# Eremocrinum
Eremocrinum is een geslacht uit de aspergefamilie. Het geslacht telt een soort: Eremocrinum albomarginatum. Deze komt voor in het westen van de Verenigde Staten.